# Kodeks 0199
Kodeks 0199 (Gregory-Aland no. 0199) – grecki kodeks uncjalny Nowego Testamentu na pergaminie, paleograficznie datowany na VI albo VII wiek. Do naszych czasów zachował się fragment jednej karty kodeksu. Przechowywany jest w Londynie.

## Opis
Do dziś zachował się fragment jednej karty kodeksu, z tekstem 1. Listu do Koryntian 11,17-19.22-24. Rekonstrukcja oryginalnej karty kodeksu wykazała, że miała ona rozmiar 8,5 na 5 cm .
Tekst pisany jest jedną kolumną na stronę, w 13 linijkach w kolumnie (według rekonstrukcji) .

## Tekst
Fragment reprezentuje mieszaną tradycję tekstualną. Kurt Aland zaklasyfikował go do kategorii III.

## Historia
W 1933 Ernst von Dobschütz wciągnął go na listę rękopisów Nowego Testamentu, oznaczając przy pomocy siglum 0199.
INTF datuje rękopis na VI albo VII wiek .
Rękopis przechowywany jest w British Library (Pap. 2077 B) w Londynie .